# Fulmar Bay
Die Fulmar Bay ist eine 1,5 km breite Bucht am westlichen Ende von Coronation Island im Archipel der Südlichen Orkneyinseln. Sie liegt zwischen dem Moreton Point im Norden und dem Return Point im Süden.
Der britische Walfängerkapitän George Powell (1794–1824) und sein US-amerikanisches Pendant Nathaniel Palmer nahmen im Dezember 1821 eine grobe Kartierung der Küste um diese Bucht vor. Vermessen wurde sie 1933 von Teilnehmern der britischen Discovery Investigations. Das UK Antarctic Place-Names Committee benannte sie 1954 nach dem Silbersturmvogel (Fulmarus glacialoides), zu dessen Brutgebieten das Ufer der Bucht gehört.